# Plandry
Plandry är en ort i Tjeckien.   Den ligger i regionen Vysočina, i den centrala delen av landet, 110 km sydost om huvudstaden Prag. Plandry ligger 521 meter över havet och antalet invånare är 162.
Terrängen runt Plandry är huvudsakligen platt, men åt sydväst är den kuperad. Plandry ligger nere i en dal. Runt Plandry är det ganska tätbefolkat, med 207 invånare per kvadratkilometer. Närmaste större samhälle är Jihlava, 4,7 km sydost om Plandry. I omgivningarna runt Plandry växer i huvudsak blandskog.